# Ramzes III.
Ramzes III. je egipatski faraon XX. dinastije, koji je vladao od 1182. do 1151. pr. Kr. Kraljevskim imenom Ra-messes Heqa-iunu User-maat-re Mery-amun. On je bio sin faraona Setnakhta.
Ramzes III. je bio zadnji od istinski velikih faraona na egipatskom tronu. On je vladao u trenutku kad je među narodima oko Mediterana proključalo: bilo je to vrijeme Trojanskog rata, pada Mikene i velikih seoba naroda koji su tražili nove životne prostore. Taj veliki val je pokušao preplaviti egipatsku civilizaciju ali se jednostavno razbio o granicu moćnog egipatskog kraljevstva.
Prve četiri godine vladavine Ramzesa III. bile su mirne i posvećene stabiliziranju ekonomije i ojačanju vojske. Prvi znakovi nevolja dolaze u petoj godini njegove vladavine na zapadnoj granici. Libijci, skupa s plemenima Meshwesh i Seped iznenada upadaju iz njihovih pustinjskih predjela u plodnu deltu Nila. Egipatska vojska brzo reagira i pokazuje da se napadači ne mogu mjeriti s njom; većina je uništena a preživjeli postaju robovi. Tako su zemlje koje su graničile s Egiptom dobile lekciju da se s mladim faraonom neće moći igrati.
U osmoj godini njegove vladavine srednji istok je opet proključao; bez dvojbe zbog nove selidbe naroda kao i nekoliko nerodnih godina koje su izazvale glad. Toliko je bio snažan udar tih masa, dovoljno očajnih i dobro naoružanih, da se urušio i egipatski stari neprijatelj: Hetitski imperij. Ova masa naroda sastojala se od plemena koje su Egipćani zvali Peleset (Filistejci), Tjeker (možda ovaj naziv ima veze s Teucrima), Shekelesh (možda Sikels sa Sicilije), Washesh (nepoznata porijekla) i Denyen ili Dardany (možda Danajci iz Homerove "Ilijade"). Svi skupa su sačinjavali konfederaciju koja se naziva "Narodi s mora", ili ponegdje: pomorski narodi.

### Ramzes III. i "Narodi s mora"
Pisani i ilustrirani zapisi borbe Ramzesa III. protiv „Naroda s mora“ postoje na njegovom dobro očuvanom posmrtnom hramu - znamenitom Medinet Habu. Invaziona se masa prethodno zaustavila u Siriji a potom je nastavila napredovati prema Egiptu. To nije bio jednostavno ratni akt, oni su naumili da se silom probiju u Egipat i ovdje nasele. Iza njih su dolazili kompletni narodi sa ženama i djecom, kao i cijelom pokretnom imovinom. Na moru, njihova flota impozantnih dimenzija držala je korak uz obalu i pratila ovu masu. Ramzes III. je shvatio da treba brzo i odlučno djelovati. Glasnici su poslani na istočnu granicu s naredbom da se lokalni odredi suprotstave po svaku cijenu dok se ne kompletira glavnina egipatske vojske. Potom je došlo do odlučujuće bitke između te glavnine i napadača upravo na granici. Kako govore egipatski zapisi sa zidova hramova, katastrofa napadača je bila potpuna i mnogi su poginuli!

### Medinet Habu
Premda je kopnena invazija bila uništena, još je postojala opasnost s mora. Flota napadača je pokušala prodrijeti kroz jedan istočni rukavac na ušću Nila, ali su bili dočekani od egipatske flote. Egipćani nisu bili vrsni pomorci, ali je ovdje došlo do praktički nove kopnene bitke jer je na bojište pristigla i glavnina vojske. I opet su invazione snage pretrpile katastrofu!
Zadovoljni blistavom pobjedom, Egipćani se nisu upustili u progon poraženih s namjerom da ih otjeraju natrag. Vratili su se u Thebu da dugo slave pobjedu koja je po njima postignuta milošću i rukom Amonovom, bogom Thebe.
Potom je Egipat bio miran tri godine, dok nije došlo do novih nevolja na zapadnoj granici. I opet su Libyansi, ujedinjeni s plemenom Meshwesh i jos pet manjih plemena prodrli u deltu Nila. Ramzes III. ponovo brzo i odlučno reagira i okrutno slama napadače, dok novi plijen puni iznova Amonove riznice. Valja istaknuti da je pod ovim faraonom Amonov kult dostigao vrhunac i njegovo svećenstvo je postalo neizmjerno bogato. To će imati katastrofalne posljedice po kraljevstvo u idućoj dinastiji.
Također su zabilježene i druge kampanje Ramzesa III. no one nisu bile tolikog obujma kao ranije.
Sve u svemu, može se reći da je u Ramzesu III. Egipat imao zadnjeg velikog faraona. Poslije njega javljaju se samo vladari pod kojima je kraljevstvo polako kopnilo i slava imperija tamnila.

## Haremska urota
Zahvaljujući Torinskom papirusu danas znamo da je došlo do urote protiv faraona unutar njegova harema koji se sastojao od njegovih konkubina i žena. Urotu je potakla sporedna žena Teja koja je očigledno bila nezadovoljna što njezin sin Pentawera nije bio predodređen za nasljednika prijestolja. Ovo nije bila mala urota te se pretpostavlja da je u njoj sudjelovalo najmanje 40 ljudi. Računalnom tomografijom Ramzesove mumije otkriveno je da je tijekom urote faraonu prerezan vrat. Rana je do tog otkrića bila skrivena zavojima oko vrata koji se nisu smjeli skidati zbog očuvanja mumije. Iako je faraon ubijen, urota u konačnici nije uspjela te se urotnicima sudilo. Rezultat urote je bilo pogubljenje četrdesetorice urotnika.